# Cannonia australis
Cannonia australis är en svampart som först beskrevs av Speg., och fick sitt nu gällande namn av Joanne E. Taylor & K.D. Hyde 1999. Cannonia australis ingår i släktet Cannonia och familjen kolkärnsvampar.   Inga underarter finns listade i Catalogue of Life.